# Планински масив
Планински масив, планински ланац или планински вијенац, или горје, је назив за географско подручје које се састоји од низа међусобно повезаних планина. Планине и планински масиви прекривају једну петину Земљине површине.

## Особине
Планине у једном масиву су најчешће испрекидане пријевојима и долинама. Поједине планине у једном масиву не морају нужно имати исте геолошке и петролошке особине, иако најчешће имају. Склоп масива који припада неком подручју назива се планински систем.

### Структура
Планински масиви често имају врло комплексну структуру, па због тога већи масиви имају своје властите подмасиве као масив Апалачи који се у основи дијели на три подмасива Сјеверни, Средњи и Јужни Апалачи.

### Узроци настанка
Планински масиви се формирају кад се двије литосферне плоче сударе, а рубови устреме у вис. Снага тог извијања гура сваку плочу на ону другу. Након што се плоче смире, планински масив је формиран. Након тог наступа вријеме - снижавања, због ерозије, коју узрокују вјетрови, киша, глечери и лавине. То је разлог зашто су неки планински масиви стјеновити и шиљати, као Стјеновите планине, а неки су заобљени и ниски као Апалачи.
Већина људи мисли да су планине сталне и стабилне форме, али оне или стално расту, или еродирају и нестају. Апалачи су настали као резултат судара Сјеверне Америке са Африком. Прије 500 милиона година тај планински масив био је највиши на свијету, али је због ерозије сада пуно нижи.
Судар литосферних плоча личи на судар аутомобила, аутомобил се због силине удара скраћује по дужини - и протеже у вис, иста се ствар догађа и са уздизањем планинских масива, кад се сударе двије плоче.

### Тектонски процеси који стварају планинске масиве
Планине, планински масиви и висоравни - постоје, јер тектонски процеси који их стварају, раде то брже од ерозије која их настоји уништити. Планине и планинске масиве створили су (и стварају) у већини - три главна процеса: магматизам, хоризонтално скрућивање земљине коре које се манифестира набирањем и расиједањем и загријавање и термичка експанзија великих површина спољашњег омотача Земље.
У неким областима, планински масиви су формирани процесом скрућивања континенталне масе, а не сударањем двију континенталних плоча. Прије неких 40 до 80 милиона година, тако су настале Стеновите планине у Колораду, Јути и Вајомингу, а данас на тај начин још увијек расту масиви Тјен Шан у Азији и Атлас у сјеверној Африци. У принципу унутарконтинентални масиви настају расиједањем.

### Силе и процеси који стварају и носе планинске масиве
Планине и планински масиви настају захваљујући тектонским процесима, који су их створили и који их одржавају. Са друге стране ерозија, перманентно ради на том да их изравна и разгради. Топографија планинског појаса не зависи само од процеса који формирају планински терен, већ и о оним силама које подржавају такав тип терена, и од ерозионо-тектонских процеса који их настоје уништити.
Двије карактеристике стијена омогућују стабилност планина и планинских масива, а то су чврстина и густина. Кад стијене не би биле чврсте, планине би се једноставно истопиле. На суптилном нивоу, чврстина материјала испод планина може утицати на топографију тла.
У погледу чврстине и дебљине - слој литосфере јако варира око Земље, од свега десетак до више од 200 km. Литосфера је пуно чвршћа од слоја на ком лежи -астеносфере (погледајте чланак Тектоника плоча). Чврстоћа литосфере резултат је њене температуре, дебела литосфера постоји јер је спољашњи омотач Земље релативно хладан. Хладна, збијена, и због тог чврста литосфера може носити већи распон планина него танка литосфера, баш као што дебела ледена кора на језеру или ријеци, може боље издржати тежину људи него танка кора леда.
У погледу хемијског састава, а тиме и густине - Земљина кора је мекша од слоја на ком лежи. Испод океана, типична дебљина коре је само 6 - 7 km. По континентима је просјечна дебљина око 35 km, али на појединим дијеловима може досећи до 60 - 70 km испод високих планинских масива и висоравни. Дакле, већина масива и висоравни лежи на дебелом слоју коре. Уз одређене изузетке лакша кора плута на чвршћем слоју, као што леденици плутају по океанима.
Треба напоменути да су кора и литосфера дефинисане различитим карактеристикама и не представљају исти слој. Штавише, варијације у њиховој дебљини имају различити утицај на топографију изнад њих. Неки планински масиви и висоравни леже на дебелом појасу коре. С друге стране слој литосфере испод таквих подручја, може бити танак, али његова дебљина не игра значајну улогу у ношењу тог масива. Али има масива који леже на дебелим слојевима литосфере, која се под њиховом тежином увија према доље. Земљина кора је под таквим масивима обично дебља од нормалне, али не тако дебела као у случају кад је слој литосфере танак. Дакле снага литосфере носи планинске масиве и пуно дебљи слој коре него што би то био случај, да тог дебелог слоја коре нема. Тако на примјер, Хималаји врше притисак на кору индо-аустралијске плоче, која лежи на слоју посебно хладне, густе литосфере који је повијена према доље под високом тежином планина које носи. Дебљина земљине кора у том појасу износи око 55 km испод највиших планина од 8.000 m. Ипак најдебљи слој Земљине коре од 70 km, лежи даље на сјеверу испод Тибета, чија је надморска висина је између 4.500 - 5.000 m, испод кога је слој литосфере много тањи од оног испод Хималаја. Дакле снажна индијска литосфера помаже носити Хималаје, а с друге стране дебели слој земљине коре носи Тибетску висораван.

## Највећи планински масиви на Земљи
Већина планинских масива настала је као посљедица конвергенције двију литосферних плоча које у већини случајева и данас насједају једна на другу. Због тог многи планински масиви обиљежавају границе литосферних плоча, које пресијецају друге такве границе. Зато постоје врло дуги планински системи дуж граница конвергенције тектонских плоча који се нижу један за другим.
Готово континуирани ланац вулкана и планинских масива окружује већи дио Тихог океана - он се зове Ватрени појас Пацифика и представља најдужи систем повезаних планинских масива.
Други слични планински систем, протеже се од Марока у сјеверној Африци преко Европе, Турске и Ирана, преко Хималаја у југоисточној Азији. Тај алпско-хималајски систем, формирала је конвергенција евроазијске плоче са афричком, арапском и индо-аустралијском плочом.
Готово сви планински масиви на Земљи, укључени су у један од та два велика система, а већина преосталих планинских масива, резултат је древних континенталних судара који су се догодили прије неколико стотина милиона година.

### Алпско-хималајски тип масива
За тај тип масива се претпостављив да је настао као резултат слијегања једне континенталне плоче на другу. У принципу, дебели лаки плутајући слој земљине коре не може продријети дубоко у астеносферу. Умјесто тога руб плоче континента који се подвлачи - пуца и мрви се, а остатак континента се подвлачи под тај материјал. Тако су настали планински масиви тог типа.
Данас су Хималаји са врхом Монт Еверест од 8.848 m, највиши планински масив на свијету. Ријеч Хималаји заправо значи сњежна земља. Он је настао кад су се судариле индо-аустралијска и евроазијска плоче прије 75 милиона година. Овај планински масив је око 2.414 km дуг и протеже се преко Пакистана, Индије, Тибета, Непала, Сикима и Бутана. Хималаји су релативно нови планински масив па је то разлог зашто је тако висок. Више од 30 планина у Хималаји имају висину већу од 7.620 m. За милион година у будућности овај планински масив ће слично као старији Апалачи бити много нижи, али ће неки нови планински масив - који ће се у међувремену уздигнути - тада бити највиши на свијету.

### Ватрени појас Пацифика
Ватрени појас Пацифика је готово континуирани низ вулкана који окружује Тихи океан, тај ланац се протеже дуж западне обале Сјеверне и Јужне Америке, преко Алеутских отока, јужног Јапана, Индонезије до архипелага Тонга, и Новог Зеланда. Он је настао јер Тихи океан лежи на различитим литосферним плочама које насједају једна на другу и сударају се.
Ако се укључи и подводна топографија Земље, тад је најдужи планински масив - Средњоокеански гребен јер има 65.000, односно 80.000 km. Највиша планина која се протеже од дна океана до изнад тла је Мауна Кеа на Хавајима која је виша од Евереста за 1.352 метара.

### Анди
Анди су најдужи непрекинути копнени планински масив на свијету, који се протежу дуж западне обале Јужне Америке у дужину од 7.200 km. Анди су настали због два тектонска процеса.
Литосферна Наска плоча, која се простире дуж већег дијела југоисточног Пацифика, урања испод већег дијела западне обале Јужне Америке брзином од 80 до 100 mm годишње. Због тог постоји готово континуирани ланац вулкана дуж Јужне Америке, са највишим вулканом на свијету - Ојос дел Саладо (6.893 m), једним од Андских врхова. Ипак Андски масив није само ланац вулкана, јер и његов највиши врх, Аконкагва (6.959 m), није вулкански. Анде су настале и због стјешњавања и задебљавања Земљине коре које се манифестује дуж цијелог подручја источних Анда, тај појас се шири према западу, и подвлачи под стабилни терен Бразила и Аргентине испод Анда по стопи од неколико милиметара годишње.

### Карипски масив
Планински масив уз обалу Венецуеле је остатак процеса кад је Карипско море било уроњено јужније испод Венецуеле због чега су се стијене наборале по оси исток-запад. Десни бочни клизајући расјед је прилично спор па се масив на том дијелу још увијек уздиже.
На источном крају Карипског мора, Мали Антили, вулканска острва представљају типичну зону конвергенције литосферних плоча. 
Карипска плоча се већ неколико десетина милиона година по стопи од 10 до 20 mm годишње, помиче на исток у односу Сјеверноамеричку и Јужноамеричку плочу због тог постоји вулкански лук Мали Антили, и расједи у Венецуели.

## Утицај планинских масива на климу
Планински масиви утјечу на климу у подручјима гдје се простиру. Када се вода испари из мора и крене као зрачна маса према планинским врховима, током успона у виша подручја се охлади и претвори у кишу или снијег. Али кад тај ваздух пређе планински масив и почне се спуштати, биће сув и неће донијети кишу са друге стране масива. Најбољи примјер за то је Хималаји; када монсуни почну дувати са Индијског океана према Индији на сјеверу, високи планински врхови Хималаја спријечиће облаке да пријеђу још сјеверније према Тибету. Због тога су крајеви сјеверно од Хималаја суви и ријетко добијају кишу. Доњи дио западне обале Јужне Америке прекрива пустиња. Разлог томе је што горје Анда не пропуштају водену пару која долази с истока односно Атлантског океана.

## Ванземаљске планине
Планине на другим планетама и природним сателитима Сунчевог система, укључујући Месец, често су изоловане и формиране углавном процесима као што су удари, мада постоје примери планинских ланаца донекле сличних онима на Земљи. Сатурнов месец Титан и Плутон, посебно, поседују велике планинске масиве у ланцима састављеним углавном од леда, а не од стена. Примери укључују Митрим и Дум Монс на Титану, и Тензинг и Хилари планине на Плутону. Неке чврсте планете осим Земље такође имају стеновите планинске ланце, као што су Максвел планине на Венери које су више од било које на Земљи и Тартарус планине на Марсу. Јупитеров месец Ија има планинске ланце формиране тектонским процесима укључујући Бусаул, Доријан, Хијаку и Јубоја планине.